# Список эпизодов телесериала «Остановись и гори»
Список эпизодов американского драматического телесериала «Остановись и гори».

## Обзор сезонов
| Сезон | Сезон | Эпизоды | Оригинальная дата показа | Оригинальная дата показа |
| Сезон | Сезон | Эпизоды | Премьера сезона          | Финал сезона             |
| ----- | ----- | ------- | ------------------------ | ------------------------ |
|       | 1     | 10      | 1 июня 2014              | 3 августа 2014           |
|       | 2     | 10      | 31 мая 2015              | 2 августа 2015           |
|       | 3     | 10      | 21 августа 2016          | 11 октября 2016          |
|       | 4     | 10      | 19 августа 2017          | 14 октября 2017          |

## Список серий

### Сезон 1 (2014)
| № общий | № в сезоне | Название               | Режиссёр               | Автор сценария                        | Дата премьеры  | Зрители в США (млн) |
| --- | ---------- | ---------------------- | ---------------------- | ------------------------------------- | -------------- | ------------------- |
| 1 | 1          | «I/O»                  | Хуан Хосе Кампанелья   | Кристофер Кантвелл, Кристофер Роджерс | 1 июня 2014    | 1,19                |
| 1983 год. Джо Макмиллан, один из ключевых творцов дебюта IBM PC, опрашивает студентов колледжа об их знаниях в компьютерной сфере. Одна из студентов, Кэмерон Хоу, бросает ему вызов, и через пару часов они уже выпивают вместе в баре, обсуждая будущее компьютерной индустрии. Между Джо и Кэмерон возникает притяжение, и они уединяются в подсобке бара, чтобы заняться сексом, но ехидное замечание Джо приводит к ссоре. Старший вице-президент Далласской компании Cardiff Electric Джон Босворт нанимает Джо Макмиллана в качестве менеджера по продажам. Джо приехал в Даллас, чтобы предложить специалисту по продажам и бывшему системному инженеру Гордону Кларку вместе воссоздать компьютер IBM, используя обратную инженерию. Гордон сначала неохотно принимает предложение, говоря, что ему нужно обсудить это с семьёй; за пару лет до этого, в 1981 году, на выставке COMDEX Гордон испытал публичное унижение, когда микрокомпьютер «Symphonic», который они создали вместе с женой Донной, не запустился на презентации. Тем не менее, он пересматривает предложение Джо и готов воссоздать код BIOS IBM PC. Босворт и владелец компании Нэйтан Кардифф предупреждают Кларка и Макмиллана о том, что IBM в курсе их проекта, и Cardiff Electric грозит судебный иск из-за нарушения авторских прав. Однако, когда выясняется, что Джо намеренно рассказал IBM о своих планах, Босворт и Кардифф вынуждены войти в бизнес персональных компьютеров. Нуждаясь в программисте, не связанном ни с IBM, ни с Cardiff Electric, Джо и Гордон нанимают Кэмерон, чтобы она создала программное обеспечение на основе ПО IBM методом обратной инженерии. В офис Cardiff Electric приходят сотрудники ФБР и IBM, т.к. подозревают нарушение исключительных прав IBM. |            |                        |                        |                                       |                |                     |
| 2 | 2          | «FUD»                  | Хуан Хосе Кампанелья   | Кристофер Кантвелл, Кристофер Роджерс | 8 июня 2014    | 0,970               |
| Юрисконсульт IBM опрашивает каждого скомпрометированного сотрудника Cardiff Electric по отдельности. После того, как IBM уходят, Джо раскрывает свои планы по поводу нового Cardiff PC: сделать его в два раза быстрее и в два раза дешевле IBM PC; однако Гордон утверждает, что это невозможно, а Кэмерон называет идею ужасно скучной. Тем временем Джо назначается старшим менеджером по продукции нового ПК-подразделения Cardiff. Джо организует работу по принципу «сlean room design», чтобы Кэмерон могла свободно писать код BIOS, но она переезжает работать в подвал. Гордон назначается главным техническим инженером проекта; при этом он обеспокоен насчёт того, что Кэмерон будет писать код, но Джо успокаивает его, говоря, что они уволят её сразу же, как BIOS будет готов и протестирован. IBM агрессивно наступает на основной бизнес Cardiff, связанный с программным обеспечением, а также пытается переманить Кэмерон, предлагая ей тройное повышение жалования. Ночью на стоянке Cardiff Electric между Джо, Гордоном и Кэмерон возникает ожесточённый спор, в котором каждый стоит на своём, а Джо и Гордон даже вступают в физическую перепалку. Но, несмотря на разногласия и общую напряжённость, в итоге все трое соглашаются с видением Джо. Параллельно выясняется, что на груди Джо — следы чудовищных шрамов, происхождение которых он скрывает... |            |                        |                        |                                       |                |                     |
| 3 | 3          | «High Plains Hardware» | Карин Кусама           | Джейсон Кэхилл                        | 15 июня 2014   | 0,765               |
| После очередного рейда IBM, Cardiff приходится значительно сократить свою рабочую силу. Джо говорит оставшимся инженерам, что их новый компьютер должен быть весом 15 фунтов к концу года, но они жалуются, что эти планы невыполнимы. Джо старается защитить венчурный капитал от своих партнёров с восточного побережья, однако Cardiff говорит, что Босворт будет единолично распоряжаться финансами компании и в дальнейшем. Cardiff также организует встречу с одним из своих деловых партнёров, богатой инвесторшей Луизой «Лулу» Люзерфорд. Во время званого обеда Лулу Люзерфорд предлагает 10 миллионов долларов за 80% доли в новом проекте Cardiff PC. Джо недоволен, так как считает, что предложение невыгодно и цена занижена, он пытается возражать, но Лулу игнорирует Макмиллана и почти договаривается с Босвортом. Чтобы сорвать сделку Джо прибегает к "крайним мерам" по отваживанию Лулу — он соблазняет её бойфренда практически под носом стареющей миллионерши. Гордон предлагает идеи для достижения дизайна, задуманного Джо, но один из инженеров постоянно отклоняет их, не предлагая альтернативы, и Гордон увольняет его. Босворт замечает Кэмерон, сидящую в офисе поздно вечером, и говорит, что она может работать допоздна, если нужно, но жить в офисе она не может, хотя сам он, по всей видимости, временно этим и занимается. Получив первую зарплату, Кэмерон сначала отправляется в отель, но позже она идёт на квартиру Джо. |            |                        |                        |                                       |                |                     |
| 4 | 4          | «Close to the Metal»   | Йохан Ренк             | Джонатан Лиско                        | 22 июня 2014   | 0,844               |
| Работа Кэмерон над кодом BIOS почти подошла к концу, но в этот момент происходит сбой, и она теряет все свои результаты. Осложняет ситуацию тот факт, что Джо привёл репортёра из крупного делового журнала, который становится невольным свидетелем возникшего хаоса. Босворт отправляется на встречу с руководством Cardiff, которое считает, что он может в скором времени потерять контроль над проектом и Джо в частности. Гордон обращается за помощью к своей жене Донне, чтобы восстановить данные Кэмерон, но Джо против этого, потому что Донна работает в Texas Instruments. Донна предлагает гениальное инженерное решение, которое позволяет восстановить 90% потерянной работы Кэмерон. После этого она приходит в кабинет Джо, где обвиняет его в преднамеренном саботаже работы Кэмерон, чтобы придать проекту огласку. Джо подтверждает её догадки, показывая дискеты с резервными копиями в ящике собственного стола. По пути домой Джо настигает полиция, задерживает и жестоко избивает, без видимой на то причины; после того, как Босворт выручает Джо из участка, тот понимает, что всё было подстроено Босвортом, который решил показать свою власть. |            |                        |                        |                                       |                |                     |
| 5 | 5          | «Adventure»            | Эд Бьянчи              | Дави Уоллер                           | 29 июня 2014   | 0,575               |
| Отправив Кэмерон в командировку, Джо нанимает новую команду разработчиков ПО. Гордон понимает, что для разработки их компьютера им понадобится жидкокристаллический дисплей. Другие инженеры и Джо утверждают, что это будет слишком дорого стоить, но Гордон обнаруживает, что его тесть, Гари Эмерсон, имеет контакты с японским производителем электроники Kuzoku и может получить необходимые компоненты со скидкой. По возвращении Кэмерон высказывает недовольство последними действиями Джо. Она говорит, что добавление новых разработчиков в проект только замедлит его развитие, а новый менеджер Стив по её мнению неэффективен. Джо отвечает ей, что она должна научиться работать вместе с другими. Гари неохотно соглашается устроить для Гордона встречу с Kuzoku, но тот проваливает переговоры, перебрав с пьяными комментариями относительно своего тестя. Следующим утром Джо отправляется в Kuzoku, чтобы всё уладить и принести извинения от имени Гордона, но выясняется, что Гари уже вмешался в ситуацию. Кэмерон загружает в корпоративную сеть Cardiff игру-квест Colossal Cave Adventure, чтобы выяснить, кто из программистов является наиболее ценным для проекта. Джо, впечатлённый изобретательностью Кэмерон, назначает её менеджером по ПО, увольняя Стива и лишних разработчиков. Выясняется, что у Джо сложные отношения с его отцом. Джо Макмиллан-старший, не дождавшись сына в отеле, где назначил ему встречу, тайно пробирается в квартиру Джо, где встречает Кэмерон и с удивлением узнает, что у Джо есть девушка. |            |                        |                        |                                       |                |                     |
| 6 | 6          | «Landfall»             | Лариса Кондраки        | Зак Уидон                             | 6 июля 2014    | 0,718               |
| Прототип компьютера наконец готов и запускается под крики и аплодисменты собравшихся сотрудников Cardiff. Кэмерон предлагает внести изменения в ОС, которые обеспечат интерактивный пользовательский интерфейс, но Джо и Гордон отвергают её идею, говоря, что такие радикальные изменения обойдутся слишком дорого, а сам ПК будет сложнее продать. Чтобы ослабить напряжённость в отношениях, Гордон приглашает Джо на ужин к себе домой. После того как программисты возмущены противоположными задачами, поступающими от Джо и Кэмерон, Босворт вызывает Кэмерон к себе в кабинет, предупреждая, что всегда найдутся люди, которые будут с удовольствием ждать провала, связанного с её видением будущего. Когда Джо приходит в дом Кларков, Гордона ещё нет дома, так как ранее он пообещал своей жене Донне, что он найдёт для дочерей популярную «Куклу из Капусты». Его поиски осложняются ураганом Алисия, который обрушился на Даллас. Джо тем временем вынужден выдержать компанию двух шумных детей, а также лоббирование Донны (по просьбе Гордона), которая просит обойтись без дальнейших изменений в прототипе. Играя с детьми, Джо переосмысливает идеи Кэмерон относительно новой ОС, поэтому он спешит домой, чтобы попросить Кэмерон показать её наработки. Параллельно выясняется, как Джо получил шрамы на груди: его мать, несмотря на состоятельного мужа, предпочитала вести беспорядочный образ жизни и употребляла наркотики. Однажды, находясь в состоянии наркотического опьянения, она залезла с маленьким сыном на крышу и выпустила ребенка из рук... |            |                        |                        |                                       |                |                     |
| 7 | 7          | «Giant»                | Джон Эмиел             | Джэми Пачино                          | 13 июля 2014   | 0,832               |
| Босворт узнаёт, что ПК-подразделение осталось почти без денег. На совещании QA-инженеры жалуются, что новая ОС Кэмерон негативно сказалась на производительности компьютера. Джо пригласил Саймона Чёрча, известного промышленного дизайнера, который предлагает свой дизайн для Cardiff PC. Джо предлагает назвать новый ПК «Contrail» (рус. След от разворота самолёта). Гордон выражает недоверие, называя новый дизайн непрактичным, а также с сарказмом заявляет, что компьютер стоит назвать «Giant» (рус. Исполин), тем самым вынуждая Саймона уйти. Донна Кларк сопровождает своего босса, Ханта Уитмарша, в деловой командировке для встречи с руководителями TI, во время которой неадекватно флиртует с ним, что приводит к неловкой ситуации. После неудачной попытки нанять местного дизайнера для создания ПК, Джо отправляется на выставку фотографий, чтобы найти там Саймона и заставить его передумать; там он обнаруживает Кэмерон, которая занята тем же самым. Джон Босворт просит Нэйтана Кардиффа выделить средства, чтобы оставить компанию на плаву, но тот отказывается, говоря, что готов к потерям. Перед тем как уехать, Саймон говорит Джо, что болен СПИДом, соглашаясь при этом сделать дизайн для Cardiff. Кэмерон узнаёт, что у Джо и Саймона 10 лет назад был роман: юный Джо был очарован Саймоном и его новаторскими идеями, они путешествовали по Европе, однако когда Джо понял, что Саймон любит его — он бросил его, так как "потерял интерес". Кэмерон боится, что с ней Джо поступит так же, как с Саймоном. |            |                        |                        |                                       |                |                     |
| 8 | 8          | «The 214s»             | Дейзи фон Шерлер Мейер | Дави Уоллер, Зак Уидон                | 20 июля 2014   | 0,627               |
| В то время как в Cardiff готовятся к COMDEX, в офис врывается ФБР и арестовывает Босворта за хищения денежных средств. Гордон спешно разбирает прототип «Исполина» на части, чтобы предотвратить его изъятие в качестве вещественных доказательств. Позже, ночью, он проникает в опечатанный офис, чтобы вынести компоненты «Исполина». В Texas Instruments Донна узнаёт, что Хант неожиданно уволился. В гараже Гордона между ним, Джо и Кэмерон вновь вспыхивает напряжённость после того, как Кэмерон признаётся, что она была одна из тех, кто помог Босворту взломать сеть банка, чтобы выкрасть деньги Cardiff. После того, как Гордон сообщает Донне, что Cardiff Electric закрыли, она раздумывает о том, чтобы порвать с ним. При попытке получить предварительные заказы на «Исполина», Джо узнаёт слух, что IBM работает над собственным портативным ПК; он летит в Нью-Йорк, чтобы обсудить это со своим отцом, работающим в IBM. Выясняется история разрыва отца и сына: отец долгие годы скрывал от Джо правду о его матери. После того, как она, находясь в состоянии наркотического опьянения, уронила маленького Джо с крыши — Джо-старший развелся с ней и запретил общаться с чудом выжившим сыном, которому в свою очередь сказал, что мама умерла. Узнав правду пару лет назад, Джо-младший разрушил свою блестящую карьеру в IBM, затопив офис компании, после чего уволился и много месяцев ездил по стране, разыскивая знакомых матери, пытаясь узнать, какой она была. А Джо-старший предлагает сыну возглавить направление по разработке портативного компьютера в IBM. По возвращении в Даллас Джо застаёт Гордона и Кэмерон в своей квартире, сообщая им, что намерен вернуться на работу в IBM. Однако Гордон и Донна убеждают его продолжить работу над проектом «Исполин», потому что это его личный проект, а не IBM. При этом ни у кого из троих нет денег, которые необходимы, чтобы отправиться на COMDEX. Продав свой Porsche, Джо находит требуемые для поездки финансы, и вчетвером (с присоединившейся к ним Донной) они отправляются в Вегас на семейном универсале Кларков. |            |                        |                        |                                       |                |                     |
| 9 | 9          | «Up Helly Aa»          | Терри Макдоно          | Джейсон Кэхилл                        | 27 июля 2014   | 0,549               |
| Когда команда Cardiff Electric прибывает в Лас-Вегас, они узнают, что их бронь была аннулирована из-за заморозки активов компании. Путём обмана других участников им все-таки удается добыть номера для проживания и презентации, а также стенд на выставке. Непосредственно перед презентацией обнаруживается неисправность «Исполина». Джо удаётся отвлечь пьяных посетителей при помощи приглашенных на презентацию стриптизерш; а Гордону и Донне — починить «Исполин». На следующий день команда замечает скопление людей у одного из стендов. Подойдя ближе, они видят, что бывший босс Донны, Хант Уитмарш, сделал копию «Исполина», назвав её «Slingshot» (рус. Рогатка). Гордон публично обвиняет Донну в том, что она сдала их планы Ханту. Однако выясняется, что у Ханта нет даже прототипа «Slingshot», он представляет лишь проект, однако характеристики этого проекта сообщают более низкую стоимость и более высокую скорость, чем у «Исполина». Джо и Гордон принимают решение снять с «Исполина» ОС Кэмерон, подменив его ОС IBM. Кэмерон расстроена, говоря, что Гордон лишил «Исполин» его уникальности; но Джо и Гордон считают этот шаг необходимым, ведь только так они смогут превзойти показатели мифического «Slingshot». Джо успешно проводит презентацию «Исполина», обеспечивая большое количество предварительных заказов от крупной сети по продаже компьютеров. В то время, как Cardiff громко празднует успех, Джо случайно попадает на проходящую в соседней комнате предварительную презентацию Apple Macintosh, в котором видит того самого «убийцу» IBM PC, о котором он грезил в своих мечтах. |            |                        |                        |                                       |                |                     |
| 10 | 10         | «1984»                 | Хуан Хосе Кампанелья   | Кристофер Кантвелл, Кристофер Роджерс | 3 августа 2014 | 0,574               |
| После успеха на COMDEX, Джо и Гордон стараются убедить Нэйтана Кардиффа дать им контроль над компанией и небольшие доли собственности в ней. Донна разрывает все связи с TI, намеренно проваливая свой аттестационный тест. Во время тестирования первой партии «Исполинов» команда тестирования замечает проблему. Пользуясь возникшей задержкой, Джо даёт программистам задание сделать «убийственную программу», которую можно будет поставлять вместе с «Исполином». Гордон подозревает, что Джо ведёт проект к новому кризису. Донна говорит ему, что для того, чтобы быть успешным в новой должности, он должен заставить Джо покинуть компанию; он планирует сделать это, угрожая ему сдать Кэмерон ФБР, сообщив об её участии в хищениях денег Cardiff. После того, как пути Cardiff и Кэмерон разошлись, она создаёт собственный стартап «Mutiny» (рус. Бунт) для онлайн-игр, переманив почти всю команду разработчиков из Cardiff. Оставшись без программистов, Джо отменяет свои планы относительно «приложения-убийцы», а Гордон — планы по свержению Джо. Гордон устраивает большую вечеринку в офисе, чтобы отпраздновать запуск производства «Исполина». Позднее, он предлагает Донне должность главного инженера в Cardiff Electric, но она отказывается в пользу работы с Кэмерон в «Бунте». Джо, растерявший команду, поссорившийся с Гордоном и Кэмерон, совершает очередной «резкий разворот»: он сжигает первую партию «Исполинов», после чего покидает Cardiff, отправляясь в очередное путешествие. |            |                        |                        |                                       |                |                     |

### Сезон 2 (2015)
| № общий | № в сезоне | Название                    | Режиссёр               | Автор сценария                        | Дата премьеры  | Зрители в США (млн) |
| --- | ---------- | --------------------------- | ---------------------- | ------------------------------------- | -------------- | ------------------- |
| 11 | 1          | «SETI»                      | Хуан Хосе Кампанелья   | Кристофер Кантвелл, Кристофер Роджерс | 31 мая 2015    | 0,659               |
| Прошло больше года с момента выпуска «Исполина». Покинув Даллас после разрыва с Cardiff и Гордоном, а также расставания с Кэмерон, Джо случайно встретил в своем путешествии Сару Уиллер, подругу по колледжу, которая работает независимым журналистом, и теперь живёт с ней в Остине. Cardiff Electric ликвидируется после того, как Нэйтан Кардифф продал компанию крупной зарубежной корпорации. Гордон Кларк, как последний вице-президент, получает дивиденды в размере более 838 тысяч долларов. Джо, однако, не получает ничего после того, как Нэйтан рвёт его чек в качестве расплаты за обманы в последние два года и сожжённую им первую партию «Исполинов»; вернувшись с пустыми руками, Джо делает Саре предложение, и та соглашается. Работающая в «Бунте» Донна выражает разочарование по поводу отсутствия у Кэмерон навыков руководителя и дальновидности, учитывая проблемы «Бунта» с самодельной сетевой структурой и перебоями в питании. Донна предупреждает, что «Бунт» находится в застое, а без новой игры и подписчиков компания может вскоре разориться. Донна пропускает торжественный ужин с Гордоном и дочерьми, помогая Кэмерон в сделке по покупке краденой сетевой аппаратуры. Перед этим они договариваются, что будут вместе нести ответственность за руководство «Бунтом». На следующий день Кэмерон забирает Джона Босворта, только что вышедшего из тюрьмы. Поздно вечером Кэмерон расслабляется, играя по сети в разработанную «Бунтом» игру, не подозревая, что её противником является Джо. |            |                             |                        |                                       |                |                     |
| 12 | 2          | «New Coke»                  | Фил Абрахам            | Джонатан Лиско                        | 7 июня 2015    | 0,494               |
| Джо и Сара встречаются с её отцом Джейкобом Уиллером, нефтяным магнатом и главой Westgroup Energy. Отметив проблемную трудовую биографию Джо, он предлагает тому работу в Westgroup. Сначала Джо отказывается, но позже принимает предложение; однако, придя в штаб-квартиру Westgroup, понимает, что направлен в отдел по вводу данных на самом низком уровне. Кэмерон хочет назначить Босворта руководителем «Бунта», но Донна против этого, так как он бывший уголовник, что может вызвать трудности при поиске инвесторов. Дома Гордон находит баг в игре Tank Battle, которую разрабатывает «Бунт»; он отправляется в офис «Бунта» и подсказывает кодерам решение проблемы. Донна и Кэмерон пытаются найти инвестора, но сталкиваются с проявлениями сексизма со стороны венчурного капиталиста. Кодеры «Бунта» обнаруживают, что кто-то нелегально скопировал и улучшил их флагманскую игру Parallax. После конфликта с хакером Томом Рэндоном, сделавшим это, Донна собирается применить к нему правовые меры, однако Кэмерон нанимает Тома на работу после того, как он рассказал ей, как ему удалось «повесить» несколько пользователей на одну телефонную линию, значительно увеличив максимально возможное число пользователей сети; и Донна угрожает покинуть «Бунт», если Кэмерон продолжит самостоятельно принимать такие неоднозначные бизнес-решения. После того, как кодеры находят письмо Босворта довольно личного характера, адресованное Кэмерон, он говорит ей, называя настоящим именем Кэтерин, что «Бунт» не то место, которое нужно ему в данный момент, и ему нужно побыть одному некоторое время. Сара рассказывает Джо историю своего первого брака, развалившегося по вине её мужа, который втянул отца в финансовую махинацию. Джо понимает, почему Джейкоб отправил его на работу в подвал на мелкую должность — это проверка будущего зятя. |            |                             |                        |                                       |                |                     |
| 13 | 3          | «The Way In»                | Джефф Фрейлих          | Джейсон Кэхилл                        | 14 июня 2015   | 0,452               |
| Гордон, сидя в своём гараже, написал программу «Sonaris», которая по его задумке помогла бы рассчитать размер сети «Бунта». Босворт видится с женой впервые после освобождения, и она просит его не приходить на свадебное торжество сына. В Westgroup Джо предлагает Джейкобу объединить отделы ввода данных и анализа данных, на что тот сразу же соглашается, дав Джо все полномочия по объединению и назначив его главой нового подразделения. После того, как Джо стал работать на отца Сары, они переезжают в Даллас и приглашают на ужин семью Кларков. Во время ужина Сара раздражена тем, что Джо оправдывается за свое незавидное положение и небольшую квартиру перед Гордоном и Донной, Донна приходит к выводу, что Сара - не пара Джо, так как слишком давит на него, Гордон узнает, что Джо не получил денег от Cardiff, в довершение всего Кэмерон разыскивает Донну и звонит по телефону, который дочь Кларков сообщает как оставленный матерью для связи — а трубку берет Джо... Джон Босворт всё же появляется на свадьбе сына Джеймса вопреки желанию жены, чтобы увидеть его и помириться. В это время в сети «Бунта» появляется вирус, стирающий данные; Кэмерон после некоторых колебаний приказывает кодерам полностью вырубить сеть, а Том объявляет ей степень ущерба, который скорее всего приведёт к потере подписчиков. Позднее Том обнаруживает, что «Sonaris» Гордона является той самой вредоносной программой. Кэмерон набрасывается с претензиями на Гордона за его самовольное вмешательство в дела «Бунта», он же отвечает, что просто хотел помочь, а без тех денег, которыми Донна оплачивает все счета «Бунта», тот пошёл бы ко дну ещё раньше; Кэмерон в сердцах запрещает Донне вкладывать личные деньги в «Бунт». На следующее утро Кэмерон испытывает приступ панической атаки, увидев, что ни один подписчик не вошёл в сеть, но её успокаивает оказавшийся рядом Том. Гордон извиняется перед Донной за то, что включил «Sonaris» без её ведома, а она в ответ берёт часть вины за это на себя. Когда Джо заходит утром в центр обработки данных Westgroup, ему в голову приходит новая гениальная идея. |            |                             |                        |                                       |                |                     |
| 14 | 4          | «Play with Friends»         | Кимберли Пирс          | Дави Уоллер                           | 21 июня 2015   | 0,451               |
| Джо предлагает свою идею по использованию ресурсов сети в рамках концепции разделения времени в нерабочие часы. Однако, исполнительный директор Westgroup отклоняет её. В Бунте Донна и Кэмерон сообщают кодерам, что компания работает в условиях дефицита бюджета, поэтому они не могут платить зарплату; но многие кодеры соглашаются остаться в обмен на акции «Бунта». Босворт добровольно помогает разобраться с расходами «Бунта», а затем лично идёт к особо активным подписчикам, покинувшим сеть после сбоя, чтобы уговорить их вернуться. Джо приходит к Гордону, чтобы привлечь его к своей идее по использованию ресурсов в концепции разделения времени; Гордон соглашается, но с условием, что «Бунт» станет первым клиентом Джо. Напряжённость между Донной и Кэмерон возрастает ещё больше, когда Кэмерон сообщает, что хочет убрать чат-комнаты, придуманные Донной, из сети «Бунта»; после этого Донна обнаруживает в чатах пренебрежительные комментарии Кэмерон по поводу Гордона и её детей. Во время игры кодеров с игрушечными пистолетами, Том и Кэмерон понимают, какой должна быть их новая игра — мультиплеерным шутером от первого лица. Джо рассказывает Гордону, что он собирается настроить оборудование Westgroup для разделения времени без ведома и одобрения Джейкоба, в надежде предоставить тому вещественные доказательства преимуществ собственной идеи, прежде чем легализовать её. На следующее утро Гордон сообщает Донне, что нашёл сетевого партнёра для «Бунта» с большой скидкой, а она в это время сидит в ванной с положительным тестом на беременность. |            |                             |                        |                                       |                |                     |
| 15 | 5          | «Extract and Defend»        | Майкл Моррис           | Зак Уидон                             | 28 июня 2015   | 0,543               |
| Когда Донна расспрашивает Гордона о новом сетевом партнёре «Бунта», тот сознаётся, что свою новую улучшенную сеть «Бунт» получил благодаря Джо; Донна передаёт эту новость Кэмерон, которая не в восторге от неё. Во время визита к доктору Гордон узнаёт, что у него токсическая энцефалопатия, вызванная долгой работой со свинцовым припоем; диагноз шокирует его, поэтому Гордон отчаянно нуждается в человеческом общении, однако, он не говорит Донне о своей болезни. Из-за того, что Донна требует письменного контракта относительно использования новой сети, Гордон говорит Джо, что тот должен рассказать о своём проекте Джейкобу; несмотря на то, что Джо действовал без одобрения Джейкоба, он проявляет интерес и просит о встрече с кем-нибудь из «Бунта». Джо просит Донну помочь ему и пойти с ним в Westgroup, но она говорит, что «Бунт» — компания Кэмерон. Несмотря на враждебность по отношению к Джо, Кэмерон приходит в Westgroup и показывает Джейкобу, как работает «Бунт». После этой встречи Кэмерон обвиняет Джо в том, что он использует Westgroup для достижения своих корыстных целей, но тот говорит, что это законное бизнес-поведение. Выясняющих отношения Джо и Кэмерон застает Сара. Она не уверена, что Джо свободен от чувств к Кэмерон. Несмотря на то, что Джо подписывает брачный договор, составленный по указанию Джейкоба, Сара говорит, что они движутся слишком быстро, и ей нужно время, чтобы всё ещё раз обдумать и побыть одной. У Кэмерон случается эмоциональный срыв, когда она чувствует, что теряет контроль над «Бунтом». |            |                             |                        |                                       |                |                     |
| 16 | 6          | «10Broad36»                 | Лариса Кондраки        | Джэми Пачино                          | 5 июля 2015    | 0,558               |
| Джейкоб требует внести изменения в договор с «Бунтом», подняв арендную плату с $3 до $5 долларов. Гордон вместе с дочками отправляется в Калифорнию, чтобы повидаться со своим братом Генри, и рассказывает Генри о своём состоянии; Гордон также встречает бывшую подружку Генри Джулс Даффи, встреча с которой перерастает в небольшую любовную связь. Когда Джо лично приходит в «Бунт», чтобы обсудить новые условия, Донна набрасывается на него, что приводит к тому, что Джо отключает «Бунт» от сети. Донна приходит в Westgroup, чтобы извиниться перед Джо за свой срыв; Джо готов снизить плату, если «Бунт» выполнит некоторые технологические условия, включающие перенос их программ на базу AT&T UNIX PC. Предполагая, что Джо не заметит разницы, Том предлагает фальсифицировать unix-систему для демонстрации, чтобы получить выгодные условия сделки, а затем завершить переход на новую платформу на досуге; однако Джо во время демонстрации понимает, что его обманули. Соврав ранее своей матери про выкидыш, Донна просит Кэмерон отвезти её в клинику, чтобы сделать аборт. Поездка Гордона плохо оканчивается, когда они с Генри ругаются из-за связи Гордона с Джулс. Несмотря на попытку обмана, Джо видит потенциал в «Бунте» и говорит Джейкобу, что Westgroup нужно купить «Бунт». |            |                             |                        |                                       |                |                     |
| 17 | 7          | «Working for the Clampdown» | Карин Кусама           | Кристофер Кантвелл, Кристофер Роджерс | 12 июля 2015   | 0,499               |
| Гордон наконец рассказывает Донне о своём заболевании, но не договаривает о его серьёзности. Джо приходит в «Бунт» с официальным предложением по покупке компании, но Кэмерон настраивает программистов против продажи и разрывает контракт на мелкие кусочки. Гордон нанимает Эда и Ларри, своих бывших коллег по Cardiff, чтобы открыть предприятие по прямой продаже собранных на заказ персональных компьютеров. Джо общается с Босвортом и Томом по-отдельности, в попытке убедить их склонить Кэмерон к продаже компании. Из любопытства кодеры собирают по кусочкам разорванный контракт и узнают о предложенной сумме, и о том, сколько получит каждый из них; они заставляют Кэмерон провести голосование относительно сделки. В этот момент поступает звонок из больницы, куда попал Лев, один из кодеров «Бунта», подвергшийся избиению членами гомофобной банды, заманившими того на встречу под видом подписчика «Бунта». В комнате ожидания в реанимации Кэмерон встречает Джо и говорит, что решила продать компанию. Джо же узнал от Джейкоба, что тот собирается отказаться от разработки игр и развивать «Бунт» только как сообщество пользователей, но для Джо это предательство его обещаний. Поэтому он просит Кэмерон отказаться от сделки, говоря, что сам выходит из игры и больше никогда не будет мешать ей. Сара возвращается к Джо и говорит, что немедленно хочет выйти за него и уехать в Калифорнию. На утро Кэмерон утверждает свой авторитет, говоря, что «Бунт» — это её компания, и она не продаётся. |            |                             |                        |                                       |                |                     |
| 18 | 8          | «Limbo»                     | Дейзи фон Шерлер Мейер | Зак Уидон                             | 19 июля 2015   | 0,497               |
| Донна упрекает Кэмерон в отказе продавать «Бунт» Westgroup. Пока в «Бунте» все готовятся к вечеринке для подписчиков, Кэмерон и Том заканчивают новую игру «Extract and Defend». Джо возвращается из медового месяца, и Джейкоб представляет ему его преемника — Джесси Эванса. Эд и Ларри покидают предприятие Гордона, когда начинают сомневаться в его психическом здоровье. Собирая вещи, Джо и Сара находят пакет с экстази и решают провести прощальную вечеринку, прежде чем покинуть Даллас. Гордон нашёл рекламу другого сборщика ПК из Далласа и решил, что это устроил бывший коллега Стэн, чтобы насолить; Гордон ночью врывается в гараж Стэна, и его арестовывают копы, которых вызвал Стэн. После посещения дискотеки для бисексуалов в ночном клубе, Джо и Сара проникают в центр обработки данных Westgroup, чтобы заняться любовью; там Джо обнаруживает, что Джесси и его команда полностью скопировали интерфейс «Бунта», назвав его «WestNet». После вечеринки, Донна и Кэмерон устраивают мозговой штурм насчёт нововведений, которые можно применить к чатам; в это время кодеры обнаруживают, что не могут зайти в «Бунт»: его заменил «WestNet», и все подписчики автоматически подключаются к «WestNet», не видя разницы. Джо немедленно приезжает «Бунт» в надежде убедить, что он не имеет никакого отношения к «WestNet», но ему никто не верит. |            |                             |                        |                                       |                |                     |
| 19 | 9          | «Kali»                      | Крейг Зиск             | Джейсон Кэхилл                        | 26 июля 2015   | 0,588               |
| Донна и Кэмерон обсуждают, что они могут противопоставить Westgroup, и Кэмерон решает продать их новую игру «Extract and Defend». Том расстроен, что Кэмерон приняла это решение без него, и в результате ссоры пара заканчивает отношения. Донна угрожает Westgroup судебным иском, но Джесси бесцеремонно отмахивается от её претензий. После того как Джо забирает Гордона из тюрьмы, тот отправляется на поиски компании, которая по его мнению скопировала его идею, но потом у него случается пробел в памяти, и он забывает, где припарковался. «Бунт» договаривается о встрече с Funtime Games и продаёт «Extract and Defend» за $50000 долларов. Джо должен выступить на годовом собрании акционеров Westgroup как автор идеи по использованию серверов компании для развития нового направления. Перед презентацией к нему приходит Кэмерон, признается ему, что у неё есть чувства к Джо, и дарит дискету с последней версией своей игры, которую загружает на сервер Westgroup. Джо произносит речь, в которой неожиданно для всех отдаёт должное Кэмерон Хоу, как создателю концепции сети. После Джо выступает Джесси, однако прямо во время этой презентации система WestNet подвергается атаке, которую организовала Кэмерон — на дискете, которую она с ведома Джо загрузила на сервер, была вирусная программа «Sonaris». После того, как Гордон падает с лестницы и повреждает лодыжку, врач говорит Донне, что Гордон страдает от психологического расстройства, не связанного с повреждением мозга, и Гордон признаётся Донне, что ему нужна помощь. Вернувшись домой с собрания, Сара обвиняет Джо в том, что он не свободен от чувств к Кэмерон и что он помог ей устроить саботаж. Босворт сообщает Кэмерон, что уходит из «Бунта», меняя его на более стабильную работу в серьёзной компании со своим сыном; также Кэмерон узнаёт, что Том организовал встречу с Funtime Games, она тут же пытается помириться с ним, но безрезультатно. |            |                             |                        |                                       |                |                     |
| 20 | 10         | «Heaven is a Place»         | Фил Абрахам            | Кристофер Кантвелл, Кристофер Роджерс | 2 августа 2015 | 0,485               |
| После инцидента с обвалом WestNet прямо во время годового собрания акционеров Джейкоб Уиллер отстранён от должности CEO Westgroup. Его советники проводят расследование и приходят в к выводу, что Джо МакМиллан не мог не знать об атаке, однако не рекомендуют выдвигать обвинение — это может еще больше навредить компании. Сара присылает Джо документы о расторжении брака. Желая независимости, Кэмерон находит старый мейнфрейм IBM 3033, который можно было бы использовать для развёртывания сети «Бунта», но он находится в Калифорнии в плачевном состоянии и стоит слишком дорого. Донна узнаёт об измене Гордона, их ссора приводит к тому, что старшая дочь Джоани сбегает из дома. На следующее утро Донна приходит на работу очень рано, а Кэмерон говорит ей, что «Бунт» должен переехать в Калифорнию и начать всё сначала. Чувствуя и свою ответственность за несчастья Джо, Гордон даёт ему программу, написанную специально для удаления «Sonaris» из повреждённых и заражённых систем. Во время званого обеда в своей компании Босворт понимает, что зря покинул «Бунт». После того, как Джоани была найдена, Донна говорит Гордону, что для спасения брака они должны переехать в Калифорнию, а Гордон должен на свои деньги купить нужный для сети «Бунта» мейнфрейм IBM 3033, отремонтировать его и работать на «Бунт». Джо с помощью программы Гордона обеспечивает себе 10 миллионов долларов инвестиций для разработки антивирусного ПО; он зовёт Гордона работать с ним, но тот отвечает, что переезжает в Калифорнию и будет работать в «Бунте» вместе с Донной. Месяц спустя, команда «Бунта» в полном составе отправляется самолётом в Сан-Франциско; в это же время Джо присматривает офис в районе залива для своей новой компании MacMillan Utility. |            |                             |                        |                                       |                |                     |

### Сезон 3 (2016)
| № общий | № в сезоне | Название                        | Режиссёр               | Автор сценария                            | Дата премьеры    | Зрители в США (млн) |
| --- | ---------- | ------------------------------- | ---------------------- | ----------------------------------------- | ---------------- | ------------------- |
| 21 | 1          | «Valley of the Heart's Delight» | Дейзи фон Шерлер Мейер | Кристофер Кантвелл и Кристофер С. Роджерс | 21 августа 2016  | 0,367               |
| 1986 год. Через шесть месяцев после того, как «Бунт» переехал в Калифорнию, Гордон и Донна наконец-то запустили мэйнфрейм, и во время празднования «Дня Независимости Бунта» Кэмерон объявляет, что в сети зарегистрировалось более 100 000 подписчиков. Прочитав статью о «Бунте», Донна понимает, что компании нужно что-то новое, чтобы оставаться актуальной в Силиконовой Долине. Райан Рэй, новый кодер «Бунта», обнаруживает уязвимости в приватных чатах; он предлагает решение, но Донна и Кэмерон не восприимчивы к его идеям, особенно после того, как он нарушил условия пользовательского соглашения «Бунта», взломав приватные чаты, чтобы найти ошибки в коде. После длинного рабочего вечера Гордон проводит время с кодерами за пивом и марихуаной, высвобождая свой гнев из-за того, что Джо использовал его и его идею, чтобы заработать целое состояние на производстве антивирусов. Рассматривая стенограммы приватных чатов, Донна и Кэмерон понимают, что пользователи используют их, чтобы договариваться о покупках и обменах; и они решают, что это может быть новой идеей для Бунта. Джо проводит презентацию, на которой заявляет, что MacMillan Utility выпускает свою новейшую антивирусную программу Citadel, бесплатную для пользователей. Слушатели, среди которых Райан, реагируют на это бурными аплодисментами. Кэмерон заходит в сеть «Бунта» как админ, и видит, что Том Рэндон онлайн.                                                                                                  |            |                                 |                        |                                           |                  |                     |
| 22 | 2          | «One Way or Another»            | Кимберли Пирс          | Майкл Солцман                             | 23 августа 2016  | 0,339               |
| Донна и Кэмерон пытаются обеспечить инвестиции для расширения «Бунта» с их новой платформой для обмена - Mutiny Exchange. Гордон решает взять Райана под свое крыло, видя в нём сходство с собой; а Райан ищет встречи с Джо. После катастрофически провальной встречи с венчурным капиталистом, на которой Донна и Кэмерон сталкиваются с проявлениями сексизма, они встречаются с Дианой Гоулд, которую Донна ранее видела в школе, где учатся их дочери. Во время презентации «Бунта», Диана резко заканчивает встречу, оставляя Донну и Кэмерон в замешательстве из-за быстрого отказа; позже Диана объясняет, что другая компания, Swap Meet, имеет ту же идею, что и «Бунт», но обладает преимуществом 18-месячного старта. Райану удаётся встретиться с Джо после того, как он взломал рабочий календарь последнего; Райан пытается объяснить, почему он хочет работать на Джо и MacMillan Utility. Во время того, как Гордон даёт показания для иска против Джо, тот прерывает встречу с адвокатами, чтобы предложить Гордону 70-процентную долю в MacMillan Utility в обмен на отказ от иска и возобновление партнерства, но Гордон стойко отклоняет его предложение. Донна и Кэмерон возвращаются в офис Дианы с новым предложением: вместо того, чтобы конкурировать со Swap Meet, «Бунт» хочет выкупить их. Джо звонит Райану в «Бунт», приглашая его на работу в MacMillan Utility. Когда Райан уходит, Гордон шокирован его решением.                                                                            |            |                                 |                        |                                           |                  |                     |
| 23 | 3          | «Flipping the Switch»           | Джефф Фрейлих          | Лиза Альберт                              | 30 августа 2016  | 0,397               |
| Кэмерон идёт к Райану домой, чтобы предупредить его об опасностях работы с Джо, и приглашает его вернуться в «Бунт»; но Райан решает остаться с Джо. Семейные трения между Донной и Гордоном вспыхивают во время совещания, приводя к горячим спорам в офисе «Бунта». Диана сопровождает Босворта на встречу о выкупе Swap Meet. Первоначально, Бунт планировал приобрести Swap Meet за 600 000 долларов; однако, увидев их работу, Босворт понимает, что Бунт переоценил Swap Meet, и он снижает предложение почти в два раза. В MacMillan Utility Джо пригласил Райана сопровождать его на заседании совета директоров; во время встречи, Джо и совет решают начать взимать с пользователей плату в 14,95 доллара за Citadel. Райан видит в этом предательство принципов Джо, и после окончания встречи он настаивает на том, чтобы Джо оставил Citadel распространяемой бесплатно, как ранее анонсировал. Джо позже вытаскивает Райана из его офисной работы, чтобы работать над специальным проектом в квартире Джо. После того, как Кэмерон проводит гостевую лекцию в местном колледже, Джо встречается с ней, благодаря её за то, что она разрушила его карьеру, что позволило ему добиться новых успехов. В «Бунте» Гордон и Донна приносят извинения за их утреннюю перепалку, однако спор снова вспыхивает, когда Кэмерон решает, что она возьмёт на себя обязанности Райана. |            |                                 |                        |                                           |                  |                     |
| 24 | 4          | «Rules of Honorable Play»       | Джейк Пэлтроу          | Элисон Тэтлок                             | 6 сентября 2016  | 0,312               |
| В «Бунте» Кэмерон демонстрирует упрямство в отношении Дага и Крейга, бывших владельцев Swap Meet, относительно адаптации кода «Бунта» для совместимости со Swap Meet; Диана в разговоре с Донной настаивает на том, что Кэмерон и Даг должны уладить свои взаимоотношения, чтобы партнерство не рухнуло. В квартире Джо они с Райаном обсуждают идеи для нового проекта MacMillan Utility. В надежде на ослабление напряженности между кодерами «Бунта» и кодерами Swap Meet, Гордон отправляет всех сыграть в лазертаг. В конечном счёте Кэмерон решает внедрить изменения Swap Meet, однако она говорит Донне, что хочет уволить Дага и Крейга. Когда Донна рассказывает Диане о намерениях Кэмерон, Диана заявляет, что она охотно примет решение Кэмерон, если это принесет пользу компании, но Донна лжёт Кэм, говоря, что Диана не позволит ей уволить Дага и Крейга. MacMillan Utility теряет крупный контракт с General Atomics, который составлял 37 процентов их дохода, после того, как Джо оскорбил старшего руководителя во время встречи. Несмотря на это, Джо даёт Райану учётные данные для доступа к ARPANET и просит составить карту сети до того, как их разрешение безопасности будет отозвано. |            |                                 |                        |                                           |                  |                     |
| 25 | 5          | «Yerba Buena»                   | Эндрю Маккарти         | Марк Лафферти                             | 13 сентября 2016 | 0,324               |
| В «Бунте» кодеры обнаруживают, что пользователи хотят проводить банковские операции через Swap Meet. Даг и Крейг работали над решением проблемы приёма платежей по кредитным картам ещё до приобретения Swap Meet, и Донна умоляет Кэмерон внедрить это, но та неохотно это делает. Джо, изучая в своей квартире карту сети ARPANET, видит потенциал в NSFNet, однако Райан считает это пустой тратой времени, поскольку коммерческое использование сети является незаконным. Во время выходного дня Босворт и Кэмерон возвращаются в Даллас, где Босворт видит своего новорождённого внука, а Кэмерон собирается забрать мотоцикл своего отца, так как её мать и отчим переезжают во Флориду; она также встречается со своим бывшим парнем Томом, чтобы помириться. Когда мотоцикл её отца продали кому-то другому, Босворт и Кэмерон ссорятся, и он возвращается в Сан-Франциско без неё. Донна даёт Дагу и Крэйгу зелёный свет на внедрение их интерфейса взаимодействия с кредитными картами, но когда Кэмерон наконец-то возвращается в «Бунт», они с Донной спорят об этом решении. Джо стоит на своём решении сосредоточиться на NSFNET, сообщая Райану, что они собираются создать из него региональную сеть. Из телефонного разговора с Дианой Кэмерон узнаёт о лжи Донны. |            |                                 |                        |                                           |                  |                     |
| 26 | 6          | «And She Was»                   | Майкл Моррис           | Анджелина Бёрнетт                         | 20 сентября 2016 | 0,280               |
| В MacMillan Utility Джо и Райан начинают настройку своей региональной сети. В «Бунте» Кэмерон объявляет, что она просто уволила Дага и Крейга; затем Диана приходит в конференц-зал, рассказывая Кэмерон и Донне, что Бунт должен рассмотреть публичное предложение о приобретении, полученное от CompuServe. Чувствуя напряжение между ними, Диана предлагает Кэмерон и Донне подумать об этом решении в выходные, пригласив их в свой загородный дом в Сономе, чтобы они могли расслабиться. Джо сообщает совету свои планы насчёт NSFNET. Несмотря на неодобрение совета директоров, глава NSFNET принимает предложение Джо. Донна принимает предложение Дианы, но Кэмерон остается дома, где она с вместе Гордоном играет в «Super Mario Bros.» и работает с его любительским радио; Гордон раскрывает своё состояние здоровья и рассказывает о своих претензиях к Джо. Кэмерон отправляется в квартиру Джо, чтобы убедить его дать Гордону должное вознаграждение за создание MacMillan Utility. Камерон позже рассказывает Гордону, что они с Томом поженились. Старший исполнительный директор MacMillan Utility сообщает Джо, что совет проголосовал за то, чтобы закрыть проект NSFNET и отменить исполнительную власть Джо. Во время встречи с адвокатом Джо, игнорируя его советы, признаёт, что украл идею Гордона. |            |                                 |                        |                                           |                  |                     |
| 27 | 7          | «The Threshold»                 | Карин Кусама           | Майкл Солцман                             | 27 сентября 2016 | 0,307               |
| В свете его признания Джо отстраняют от должности генерального директора MacMillan Utility. Джо говорит Райану, что проект NSFNET приостановлен, и что он тоже будет уволен. Адвокат Гордона информирует его о признании Джо и возможном урегулировании иска; позднее Гордон узнает подробности о проекте NSFNET, столкнувшись с Джо в его квартире. Донна и Кэмерон в конечном итоге соглашаются на проведение IPO; на следующий день Кэмерон показывает Донне свой бизнес-план, который она составила для улучшения «Бунта» перед выходом на биржу. Донна обеспокоена планами Кэмерон, поскольку их реализация может занять до двух лет, в то время как срок действия IPO составляет три месяца, и обсуждает это с Дианой, и с Гордоном по отдельности. Во время вечеринки, посвященной празднованию их с Томом свадьбы, Кэмерон созывает импровизированное совещание по поводу IPO, но обсуждение заходит в тупик, поскольку Кэмерон хочет отложить проведение IPO и улучшить «Бунт», в то время как Донна хочет двигаться вперёд, пока у них есть импульс. Диана, Гордон и Босворт неохотно принимают сторону Донны, приводя Кэмерон в шоковое состояние. Чувствуя, что он больше не может доверять Джо, Райан сообщает, что выложил исходный код Citadel в открытый доступ, отмечая, что таким образом сделал её действительно бесплатной. Потрясенный этим поступком, Джо говорит Райану, что его действия были незаконными, однако Райан излишне самоуверен в том, что касается отсутствия «следов».                    |            |                                 |                        |                                           |                  |                     |
| 28 | 8          | «You Are Not Safe»              | Рид Морано             | Лиза Альберт и Элисон Тэтлок              | 4 октября 2016   | 0,366               |
| Райан попадает под преследование со стороны ФБР за нарушение Закона о борьбе с компьютерным мошенничеством и злоупотреблениями. Донна, Диана и Босворт решают, как продвигать IPO «Бунта» без Кэмерон. Из-за действий Райана будущее региональной сети NSFNET ставится под сомнение. Джо обращается к Кэмерон за помощью в отслеживании Райана, поскольку он скрывается в бегах, и Джо обеспокоен его безопасностью; она в конце концов находит Райана в библиотеке колледжа. Дома Том говорит Кэмерон, что его компания хочет, чтобы он переехал в Токио для продвижения по службе, и Кэмерон с удовольствием соглашается отправиться с ним. Райан позже отправляется в квартиру Джо; Джо даёт Райану два варианта: он может либо остаться беглецом и потерять доступ к сети, либо сдаться и попасть в программу защиты свидетелей. В любом случае, они больше никогда не будут работать вместе. Когда IPO «Бунта» запускается, их акции торгуются намного ниже ожиданий, приводя Донну в шоковое состояние, в то время, как все остальные в «Бунте» безмолвно наблюдают за этим. Утром, когда ФБР приходят к дверям квартиры Джо, обнаруживается, что Райан покончил жизнь самоубийством. После этого Джо просит Гордона продолжать работу над региональной сетью без него, так как чувствует, что больше не может извлечь из этого выгоду. |            |                                 |                        |                                           |                  |                     |
| 29 | 9          | «NIM»                           | Кристофер Кантвелл     | Марк Лафферти                             | 11 октября 2016  | 0,407               |
| Прошло четыре года с момента провального IPO «Бунта» и самоубийства Райана. Проект «Бунт» был свёрнут, Донна и Гордон развелись, Гордон завершил работу над региональной сетью NSFNET, которую начали Джо и Райан, а Донна теперь является старшим партнером венчурной фирмы Дианы. Донна контактирует с Джо, который стал независимым консультантом, заявив, что у неё есть предложение для Кэмерон; однако он отказывается быть её посредником. Кэмерон, теперь работающая в Atari Corporation, отправляется в Лас-Вегас на выставку COMDEX, чтобы продвинуть свою новую игру «Space Bike IV»; Джо появляется на её стенде, и они снова воссоединяются. Дома Гордон испытывает проблемы с бунтарским поведением своей дочери Джоани, когда пытается развлечь свою новую девушку. Джо и Кэмерон посещают вечеринку, устроенную Atari, и Кэмерон встречает там Донну. Донна пытается рассказать о своём проекте и хочет обсудить варианты, но Кэмерон, которая всё ещё отрицательно настроена по отношению к Донне, отказывается слушать её. Джо отправляется проведать Кэмерон, и они занимаются сексом в её номере. Прежде, чем Кэмерон покидает Лас-Вегас, она пересматривает предложение Донны, и когда Джо возвращается в Сан-Франциско, он находит записку, отправленную ему Донной факсом, о её новом проекте, World Wide Web. |            |                                 |                        |                                           |                  |                     |
| 30 | 10         | «NeXT»                          | Фил Абрахам            | Кристофер Кантвелл и Кристофер С. Роджерс | 11 октября 2016  | 0,287               |
| Донна назначает встречу в бывшем офисе «Бунта». Она, Гордон, Джо, Кэмерон и Том обсуждают потенциал и будущее Всемирной паутины, но у каждого из них находятся конфликтующие друг с другом идеи и противоречия; во время обсуждения Джо рассказывает, что он встречался с Тимом Бернерсом-Ли на конференции в Париже, создавшим набор инструментов работы с гипертекстом для Всемирной паутины, включая протокол гипертекстовой передачи, язык гипертекстовой разметки и веб-сервер. Он также намекает Тому, что между ним и Кэмерон во время COMDEX что-то произошло. Обсуждение заходит в тупик. Кэмерон встречается с Босвортом, делясь с ним собственными сомнениями по поводу нового проекте, но он говорит ей, что проект должен стоить того, чтобы снова собрать всех вместе. На следующий день Джо пишет на доске исходный код веб-браузера, созданного CERN, предполагая, что они могут построить что-то большее. Все, кроме Тома, принимают идеи Джо; между Томом и Джо вспыхивает жаркий спор, что приводит к физической перепалке между ними. Гордон предупреждает Джо, что их прошлые личные конфликты могут уничтожить проект, прежде чем он сможет даже встать на ноги. Когда Донна предлагает Кэмерон вариант убрать Джо из проекта, Кэмерон говорит Донне, что она больше не может работать с ней. Донна, с сожалением, отвечает, что Кэмерон может взять на себя ответственность за проект, и уходит. Джо, Гордон и Кэмерон собираются на рабочей станции NeXTcube и делают свой первый шаг в новом проекте. |            |                                 |                        |                                           |                  |                     |

### Сезон 4 (2017)
| № общий | № в сезоне | Название               | Режиссёр               | Автор сценария                            | Дата премьеры    | Зрители в США (млн) |
| --- | ---------- | ---------------------- | ---------------------- | ----------------------------------------- | ---------------- | ------------------- |
| 31 | 1          | «So it Goes»           | Хуан Хосе Кампанелья   | Кристофер Кантвелл и Кристофер С. Роджерс | 19 августа 2017  | 0,340               |
| За три года, прошедшие с момента их встречи по поводу Всемирной паутины, Джо и Гордон создали нового интернет-провайдера под названием CalNect, расположившись в бывшем офисе «Бунта». Джо по-прежнему одержим идеей создания браузера, но работа идёт медленно, потому что Кэмерон рассказала обо всём Тому, и теперь вынуждена работать удалённо. Джо разочарован тем, что Кэмерон не может закончить разработку их веб-браузера Loadstar; Гордон показывает ему Mosaic, новый браузер, пользующийся популярностью, и умоляет Джо отказаться от проекта веб-браузера, чтобы помочь ему управлять компанией. Во время тестирования фокус-группой своей новой игры Pilgrim, Кэмерон разочаровывается, поскольку тестеры проявляют незаинтересованность в игре. На вечеринку в честь 40-го дня рождения Гордона неожиданно приезжает Кэмерон, там она встречает Боза, Диану и Джо, а утром случайно видится с Донной, которая приехала забрать дочерей. Диана говорит Босворту, что CalNect столкнётся с жёсткой конкуренцией со стороны America Online, если они будут расширяться на Запад. После того, как Кэмерон даёт Джо окончательную версию Loadstar, у него возникает новая идея, способ индексирования каждого веб-сайта в Интернете. Гордон невосприимчив к этой идее, но он упоминает о ней при встрече с Донной. Позднее, в своей венчурной компании AGGE, Донна встречается с представителями стартапа Rover, и даёт им финансирование, когда они предлагают использовать их собственный алгоритм, первоначально разработанный для каталогизации медицинских баз данных, для индексации веб-сайтов и их поиска. Кэмерон говорит Джо, что Том оставил её и что она не вернётся в Японию.                                                                  |            |                        |                        |                                           |                  |                     |
| 32 | 2          | «Signal to Noise»      | Мира Менон             | Марк Лафферти                             | 19 августа 2017  | 0,340               |
| Джо и Кэмерон обсуждают события, как профессиональные, так и личные, произошедшие за последние три года, и проводят сутки напролёт, болтая по телефону. Донна отправляет Rover в инкубатор, и назначает своего помощника, Таню Риз, курировать их деятельность. Гордон узнаёт, что его младшая дочь Хейли пропустила школу; когда он приводит её в офис, CalNect сталкивается с проблемами по пропускной способности сети, возникшими из-за их нового фиксированного месячного тарифа, который они ввели в ответ на угрозу расширения со стороны AOL. Затем Гордон даёт Хейли задание составить таблицу сайтов на основе исследования Джо, и она создает свой собственный веб-сайт «Комета Хейли». В AGGE Донна жалуется Диане на нового старшего партнера Трипа Кискера, который появился у их фирмы. Atari сообщают Кэмерон, что они решили отложить разработку её игры Pilgrim на неопределенный срок. Когда количество звонков в службу поддержки клиентов CalNect продолжает расти, Гордон требует от своих сотрудников связаться с их магистральным провайдером MCI, чтобы попросить увеличить пропускную способность; однако он понимает, что MCI создают своего собственного интернет-провайдера, когда они отвечают на запрос отказом. Босворт приходит к Гордону, чтобы попросить в долг, и признаётся, что неудачные инвестиции в недвижимость уничтожили все его сбережения. В AGGE, после появления нового партнёра переименованном в AGGEK, один из партнёров предполагает, что они должны приостановить инвестиции в веб-бизнес; однако Донна убеждает их сохранить проект Rover. После того, как другие партнеры настаивают на привлечении стороннего консультанта для курирования Rover, Донна поручает это Босворту, к большому разочарованию Тани. |            |                        |                        |                                           |                  |                     |
| 33 | 3          | «Miscellaneous»        | Джефф Фрейлих          | Зак Уидон                                 | 26 августа 2017  | 0,270               |
| Столкнувшись с усиливающимся давлением как со стороны AOL, так и MCI, Гордон решает продать CalNect. Джо видит работу Хейли и хочет купить «Комету Хейли», чтобы развивать её дальше; однако она отказывается продавать свой сайт, настаивая на том, что хочет работать над этим сама. Джо и Гордон спорят о том, чтобы разрешить Хейли работать над проектом, который Джо переименовал просто в «Комету», а Гордон отмечает, что Джо зачастую плохо влияет на людей, заставляя их работать на пределе собственных возможностей. После разговора с Кэмерон, Гордон всё же позволяет своей дочери Хейли продолжать работать над проектом «Комета» с условием, что она уйдёт, когда работа перестанет доставлять ей удовольствие. Atari обнаруживают, что игра Pilgrim попала в руки журнала Electronic Gaming Monthly, который оставил об игре резкий отзыв, и Кэмерон берёт на себя ответственность за утечку. В AGGEK Донна недовольна прогрессом Rover. Диана отчитывает Донну за её враждебность к их новому партнёру Трипу, а также за то, что она слишком сурова по отношению к команде Rover; Донна приглашает команду Rover в свой дом на ужин, в надежде смягчить напряжённость в отношениях. Позже, во время одного из совещаний, Трип сообщает остальным партнёрам во главе с Донной о «Комете», конкуренте проекта, над которым работает Rover. За ужином с Гордоном, Донна узнаёт, что её конкурент — собственная дочь. |            |                        |                        |                                           |                  |                     |
| 34 | 4          | «Tonya and Nancy»      | Стэйси Пассон          | Элисон Тэтлок                             | 9 сентября 2017  | 0,344               |
| В «Комете» Джо и Гордон изучают сайт Rover, и оба соглашаются с тем, что он не соответствует стандартам, но Кэмерон видит в нём потенциал, хотя и признаёт, что проект «сырой». Кэмерон говорит, что «Комете» нужен более сложный алгоритм для индексирования веб-сайтов, так как Всемирная паутина продолжает расти и, возможно, в ближайшем будущем вырастет до миллионов веб-сайтов. В AGGEK Таня и Боз спорят с Донной, говоря, что запуск Rover в ответ на появление «Кометы» был слишком поспешным. Чтобы помочь команде «Кометы» в индексировании сайтов, Джо и Гордон нанимают доктора Кейти Херман в качестве главного онтолога. Команда Rover требует финансирования серии А, чтобы иметь возможность конкурировать с «Кометой», но Донна колеблется. После отказа от невысокого предложения AOL о выкупе Джо и Гордон встречаются с венчурной компанией, чтобы обсудить расширение «Кометы»; однако в конечном счёте они решают не проводить финансирование с привлечением венчурного капитала. Босворт предлагает Тане и Донне продать Rover за 3 миллиона долларов, так как у проекта давно нет прогресса, но они обе против. Кэмерон покупает участок земли и подержанный трейлер Airstream; после того, как у Кэмерон возникают проблемы с сантехникой в трейлере, Босворт приходит ей на помощь. Он рассказывает Кэмерон о своих проблемах с долгами и о ситуации в Rover, а Кэмерон в ответ помогает ему с новым поисковым алгоритмом для Rover. Спустя месяц Донна объявляет о том, что проект Rover получает финансирование серии А; однако она с подозрением относится к происхождению нового алгоритма индексирования. Тем временем, ничего не подозревающий Джо рассказывает Кэмерон, что будущее «Кометы» под угрозой из-за прогресса Rover.   |            |                        |                        |                                           |                  |                     |
| 35 | 5          | «Nowhere Man»          | Йонг Ким Со            | Анджелина Бёрнетт                         | 16 сентября 2017 | 0,313               |
| Донна задаёт вопросы Сесилу, ведущему программисту Rover, касательно нового алгоритма поиска. Гордон и Кейти начинают отношения. В «Комете» Джо беспокоится об изменениях в финансировании Rover. Донна замораживает возможность найма новых инженеров для проекта Rover, пока Сесил не предоставит все спецификации нового алгоритма, чтобы защитить его юридически. Том неожиданно приходит к трейлеру Кэм, чтобы она подписала документы о разводе, и они окончательно завершают их неудачные отношения. Босворт пытается получить спецификации от Кэмерон, но она отказывается помогать ему с этим, так как это спровоцирует конфликт с Джо. Обедая с Дианой и Босвортом, Донна в довольно жёсткой форме задаёт Бозу вопросы относительно алгоритма, и у него случается сердечный приступ. Когда Кэмерон приходит в больницу, чтобы проведать Боза, Донна понимает, что это она написала алгоритм, и говорит Кэм держаться подальше от её жизни. Кэмерон позже признается Джо, что она действительно помогла Босворту, написав алгоритм для Rover. Гордон раскрывает Донне, что Босворт должен банку 300 000 долларов, что и заставило его обратиться за помощью к Кэмерон. |            |                        |                        |                                           |                  |                     |
| 36 | 6          | «A Connection is Made» | Майкл Моррис           | Джулия Чо                                 | 23 сентября 2017 | 0,354               |
| Донна увольняет Сесила, главного кодера и одного из создателей Rover, и ей нужен сторонний программист, который, используя принципы реверсивной разработки, перепишет алгоритм Кэмерон. Когда Гордон, Джо, Кэм и Кейти празднуют день рождения Хейли, Кэмерон говорит Гордону, что она хочет уйти из индустрии. Хейли позже отправляет Кэмерон ссылку на фан-сайт, посвященный ей и её работе, что восстанавливает веру Кэмерон в свои силы. Позже она встречается с Алексой Вонн, которая предлагает финансовую помощь для нового проекта Кэмерон. Донна сообщает Гордону, что у Хейли проблемы в школе с двумя предметами. Он говорит дочери, что она должна временно оставить работу в «Комете», чтобы сосредоточиться на школе; однако она отказывается, и это только приводит к ссоре. После того, как Джо вместе с Хейли посетил местный фаст-фуд и заметил взаимоотношения между ней и женщиной-сотрудником, он считает, что Хейли не похожа на других подростков и настаивает на том, что ей нужна «Комета», но Гордон не согласен с ним. Босворт, наконец, признается Диане, что неудачно инвестировал в недвижимость и что Кэмерон помогла ему с поисковым алгоритмом для Rover. Диана затем приказывает Донне выкупить права на исходный код Кэмерон и передать ведение дел Rover Трипу. Камерон соглашается подписать контракт о передаче прав на алгоритм Rover, но отказывается от оплаты. Кэмерон чувствует, что Донна чем-то разочарована, но та уходит, прежде чем Кэм сможет понять, в чём дело. Кэмерон приглашает специалиста из MCI, чтобы установить доступ в интернет из своего трейлера. |            |                        |                        |                                           |                  |                     |
| 37 | 7          | «Who Needs a Guy»      | Триша Брок             | Лиза Альберт                              | 30 сентября 2017 | 0,322               |
| Кэмерон начинает работу над новой игрой для Алексы, что лишает её времени на общение с Джо. Боз и Диана женятся в мэрии Пало-Альто. Обсуждая недавние проблемы с Гордоном, Донна говорит ему, что Rover превосходит «Комету» с точки зрения объёма веб-трафика; однако, она считает, что сохранение пользователей вокруг сайта является ключом к победе в этой «войне браузеров». Гордон решает использовать комментарии Донны в качестве основы для улучшения «Кометы», превратив сайт в веб-портал; однако, Джо отказывается принимать советы от своего главного соперника. Диана рассказывает Донне, что планирует выйти на пенсию и рекомендовать её на место управляющего партнера в AGGEK. Гордон признаёт, что Джо был прав насчёт Хейли, и позволяет ей вернуться на работу в «Комету». Несмотря на согласие помочь Гордону перезапустить «Комету», Джо встречается с Донной, обвиняя её в попытке саботировать их работу, но позже он извиняется, когда она набросилась на него за то, что он несправедливо демонизировал её поступки. В то время, как Гордон готовится к свиданию с Кейти, у него возникают галлюцинации, связанные с прошлым. Когда Донна звонит Гордону, Кейти берёт трубку и сообщает, что Гордон умер. После смерти Гордона Джо и Кэмерон сталкиваются с неопределенностью относительно будущего «Кометы». |            |                        |                        |                                           |                  |                     |
| 38 | 8          | «Goodwill»             | Кристофер Кантвелл     | Зак Уидон                                 | 7 октября 2017   | 0,327               |
| Донна, Джоани и Хейли приезжают в дом Гордона, чтобы собрать вещи, Джо и Кэм появляются позже, чтобы помочь. Убирая комнату Джоани, Донна обнаруживает стопку неотправленных заявок на поступление в колледж и требует объяснений, но Джоани отказывается говорить об этом. Кэмерон пытается поговорить с Джоани, но та её отвергает. Хейли спрашивает Донну о зелёном свитере отца, и Джо говорит ей, что он отвёз всю одежду Гордона в фонд Доброй Воли; он предлагает помочь ей вернуть его, но их попытка не приносит успеха. Кейти приезжает, сообщая, что она уходит из «Кометы» и покидает Сан-Франциско, отправляясь в Сиэтл. Донна и Кэмерон пытаются примириться с событиями последнего десятилетия, которые в конечном счете привели их к разлуке. Джоани наконец признаётся Хейли, почему она не хочет ходить в колледж, а Хейли сознаётся, что она может быть лесбиянкой. Боз приезжает позже, чтобы приготовить свой фирменный чили для всей компании, и они все вспоминают о Гордоне, сидя в столовой. |            |                        |                        |                                           |                  |                     |
| 39 | 9          | «Search»               | Дэйзи фон Шерлер Майер | Марк Лафферти                             | 14 октября 2017  | 0,394               |
| В «Комете» Джо завершает приготовления к перезапуску сайта; он планирует интегрировать «Комету» в браузер Netscape, надеясь стать его поисковой системой по умолчанию. Джоани отправляется в путешествие в Бангкок, несмотря на протест Донны. Диана приходит к Донне домой, сообщая, что ей нужно принять решение, хочет ли она занять должность управляющего партнера. Хейли набрасывается на Джо, обвиняя его в том, что он заботится только о прибыли от «Кометы». Донна неохотно становится новым управляющим партнером в AGGEK; однако, и Кэм, и Хейли убеждают её взять на себя эту работу. После хороших результатов медицинского обследования, Босворт говорит Диане, что хочет вместе путешествовать по миру. В то время как Джо и Кэмерон рассматривают бета-версию Netscape, которую прислала им Алекса, они видят ссылку на Yahoo!, новый веб-портал, и Джо понимает, что Netscape заключил сделку с Yahoo!, сделав его поисковой системой по умолчанию. Когда Донну объявляют новым управляющим партнером в AGGEK, Трип сообщает ей, что «Комета» почти мертва. |            |                        |                        |                                           |                  |                     |
| 40 | 10         | «Ten of Swords»        | Карин Кусама           | Кристофер Кантвелл и Кристофер С. Роджерс | 14 октября 2017  | 0,394               |
| Понимая, что «Комета» не сможет конкурировать с Yahoo!, Джо закрывает компанию. Донна обновляет AGGEK и переименовывает венчурную фирму в Symphonic Ventures. После неудачной зарубежной командировки Кэмерон заканчивает свои профессиональные отношения с Алексой. Кэм начинает собирать свой Airstream, сообщая Бозу, что она уезжает из Калифорнии. Кэмерон приходит в квартиру Джо, чтобы вернуть ему некоторые вещи; однако узнаёт, что он съехал; позже она отправляется к Донне, а та упоминает, что Джо недавно написал Хейли письмо. Когда в компьютере Хейли возникает неисправность, Кэм и Донна пытаются это исправить, и Кэмерон, к удивлению Донны, предлагает снова работать вместе. Донна и Кэмерон наконец окончательно примиряются после того, как Донна благодарит Кэмерон во время речи, в которой восхваляет место женщин в индустрии. Джо в конечном итоге возвращается в Нью-Йорк, став учителем гуманитарных наук в подготовительной школе. |            |                        |                        |                                           |                  |                     |